# Келлер, Карстен
Карстен Келлер (нем. Carsten Keller, 8 сентября 1939, Берлин, Германский рейх) — немецкий хоккеист (хоккей на траве), нападающий. Олимпийский чемпион 1972 года.

## Биография
Карстен Келлер родился 8 сентября 1939 года в немецком городе Берлин.
Научился играть в хоккей на траве ещё дошкольником: его отец Эрвин Келлер был вице-чемпионом летних Олимпийских игр 1936 года.
Учился по специальности страхового агента.
Играл в хоккей на траве за «Берлинер». В его составе семь раз стал чемпионом ФРГ: в 1961—1963 и 1965 годах по хоккею на траве, в 1962—1963 и 1965 годах — по индор-хоккею.
В 1960 году вошёл в состав сборной ОГК по хоккею на траве на Олимпийских играх в Риме, занявшей 7-е место. Играл на позиции нападающего, провёл 5 матчей, забил 7 мячей (четыре в ворота сборной Франции, три — Италии).
24 декабря 1964 года удостоен высшей спортивной награды ФРГ — «Серебряного лаврового листа».
В 1968 году вошёл в состав сборной ФРГ по хоккею на траве на Олимпийских играх в Мехико, занявшей 4-е место. Играл на позиции нападающего, провёл 9 матчей, забил 3 мяча (по одному в ворота сборных Индии, Испании и Мексики).
В 1972 году вошёл в состав сборной ФРГ по хоккею на траве на Олимпийских играх в Мюнхене и выиграл золотую медаль. Играл на позиции нападающего, провёл 9 матчей, забил 1 мяч в ворота сборной Франции.
В 1958—1972 годах провёл 133 матча за сборную ФРГ.
После победы на Олимпиаде завершил игровую карьеру. Был тренером «Берлинера». Играл в теннис, участвовал в ветеранских чемпионатах ФРГ. Работал самозанятым страховым агентом.

## Семья
Карстен Келлер — член хоккейно-футбольной династии Келлеров. Его отец Эрвин Келлер (1905—1971) — серебряный призёр летних Олимпийских игр 1936 года. Сын Андреас Келлер (род. 1965) — олимпийский чемпион 1992 года, серебряный призёр летних Олимпийских игр 1984 и 1988 годов. Сын Флориан Келлер (род. 1981) — олимпийский чемпион 2008 года, его жена Навина Омиладе-Келлер (род. 1981) — футболистка, бронзовый призёр летних Олимпийских игр 2004 года. Дочь Наташа Келлер (род. 1977) — олимпийская чемпионка 2004 года. Мать Келлера Хельга Акерман также играла за сборную Германии по хоккею на траве.